# Torémifène
Le torémifène est un médicament utilisé dans le traitement de certains cancers du sein.

## Mode d'action
Le médicament est un modulateur sélectif des récepteurs aux œstrogènes  et est donc un agoniste - antagoniste mixte du récepteur aux œstrogènes , la cible biologique des œstrogènes comme l’estradiol,. Il a des effets œstrogéniques sur les os, le foie et l' utérus et des effets anti-œstrogéniques sur les seins,,,. Il s'agit d'un dérivé du triphényléthylène et il est étroitement lié au tamoxifène.

## Usage médical
Le torémifène est un médicament principalement utilisé pour traiter le cancer du sein avancé chez les femmes ménopausées. Le médicament peut également être utilisé pour prévenir le cancer de la prostate. Le médicament est pris par voie orale.

## Effets secondaires
Les effets secondaires de ce médicament comprennent des bouffées de chaleur, des sueurs, des nausées, des vomissements, des étourdissements, des pertes vaginales ou des saignements vaginaux. D'autres effets secondaires sont la formation de caillots sanguins, un rythme cardiaque irrégulier, des cataractes, des troubles visuels, une élévation des enzymes hépatiques, une hyperplasie de l'endomètre ou un cancer de l'endomètre. Des taux élevés de calcium dans le sang peuvent survenir chez les femmes atteintes de métastases osseuses.

## Histoire
Le médicament a été approuvé pour un usage médical en Europe en 1996 et aux États-Unis en 1997,. Il s’agit du premier anti-œstrogène à être introduit depuis le tamoxifène en 1978. Il est disponible en tant que médicament générique aux États-Unis. Au Royaume-Uni, un mois de traitement coûte au NHS environ 30 livre sterling. Aux États-Unis, ce montant coûte environ 325 dollars américains.